# Steph Catley
Stephanie-Elise "Steph" Catley, más conocida como Steph Catley (Melbourne, Australia, 26 de enero de 1994) es una futbolista australiana. Actualmente juega como defensa en el Arsenal de Inglaterra y en la Selección femenina de fútbol de Australia.

## Trayectoria

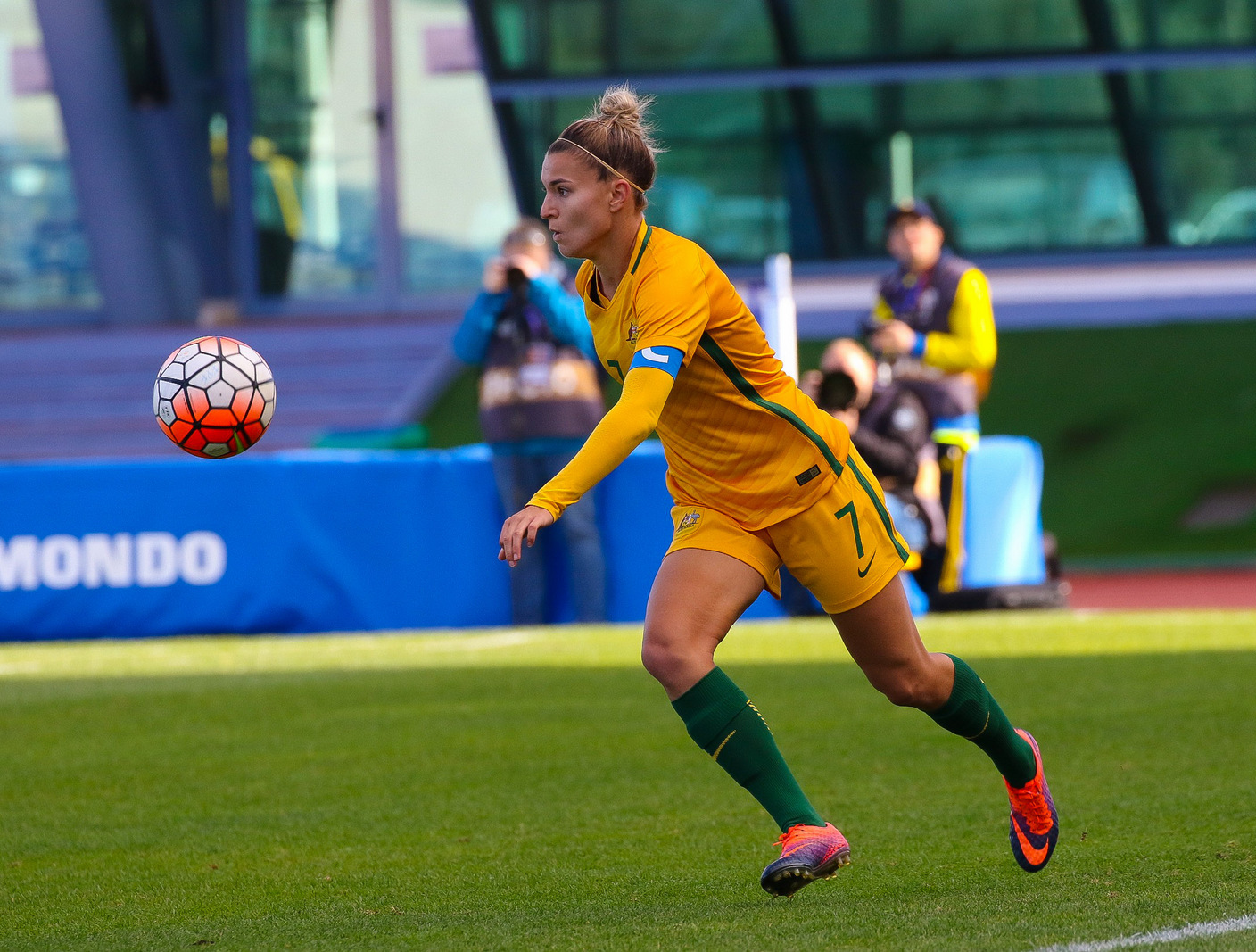
Steph Catley en 2017

Catley llegó de pequeña al Melbourne Victory en donde hizo su debut con tan solo 15 años en octubre de 2009 frente al Perth Glory.
Fue una de las figuras en el mediocampo en un equipo consistido por mayoría de mujeres de corta edad. Marcaría su primer gol en su segunda temporada con el equipo de primera tres días antes de su cumpleaños, el 23 de enero de 2011.
Para la siguiente temporada, lideraría el equipo y sería seguida de cerca por el Portland Thorns FC de la National Women's Soccer League (NWSL).
La temporada 2012/2013, sería inolvidable debido a sus grandes actuaciones conseguiría el premio a la mejor jugadora australiana de la temporada. Catley lleva más de 60 partidos disputados con el Melbourne. 
Para el final de la temporada 2013/2014, completa su transferencia al Portland Thorns de la NWSL.
El 17 de septiembre de 2015, el Melbourne City anunció que Catley jugará para el club en la temporada 2015/2016 de la W-League.

## Selección nacional

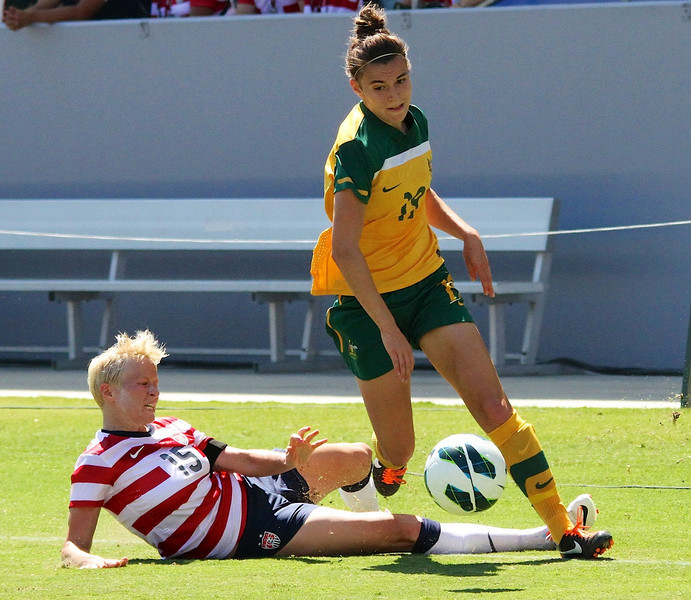
Catley jugando para Australia contra Estados Unidos en Carson en 2012.

Después de haber pasado algunos años jugando en los equipos juveniles de Australia, Catley hizo su debut con la absoluta contra Nueva Zelanda en junio de 2012, el mismo partido que su amiga de la infancia, Ashley Brown.
Catley fue parte de la plantilla del equipo nacional de fútbol femenino de Australia para la Copa Mundial Femenina de Fútbol de 2015, y fue titular en los partidos contra Estados Unidos, Nigeria, Suecia y Brasil.
Durante la Copa del Mundo, Catley, participó en los cinco partidos jugando desde el comienzo y por la banda izquierda, así jugó los 450 minutos. Hizo 8 tacleadas y ganó todas, también hizo 13 intercepciones y ganó 12. Tuvouna precisión de 72,4 por ciento en eficacia con los pases.
En julio de 2015, EA Sports anunció que Catley aparecería en la portada de la edición australiana de FIFA 16.

## Estadísticas

### Goles internacionales
| # | Fecha                   | Lugar                                    | Oponente                | Gol | Resultado | Competición                                           |
| - | ----------------------- | ---------------------------------------- | ----------------------- | --- | --------- | ----------------------------------------------------- |
| 1 | 22 de noviembre de 2012 | Estadio Bao'an, Shenzhen, China          | Hong Kong               | 4–0 | 4–0       | 2013 EAFF Clasificación femenina para la Copa de Asia |
| 2 | 19 de mayo de 2015      | Valentine Sports Park, Sídney, Australia | Vietnam                 | 1–0 | 4–0       | Amistoso                                              |
| 3 | 7 de febrero de 2020    | Estadio Campbelltown, Sídney, Australia  | Bandera de China Taipéi | 3–0 | 7–0       | Torneo Preolímpico Femenino de la AFC 2020            |

## Palmarés

### Club

#### Melbourne Victory
- Campeonato W-League: 2013–14

#### Melbourne City
- Campeonato W-League: 2016, 2017, 2018, 2020
- W-League Premiership: 2015–16, 2019-20

### Australia
- AFF Campeonato Femenino Sub-16: 2009
- Torneo Preolímpico Femenino de la AFC: 2016, 2020
- Torneo de Naciones: 2017
- FFA Cup of Nations: 2019

### Individual
- W-League Juvenil del año: 2012–13
- FFA Sub-20 Jugadora del año: 2012, 2013[9]
- Equipo de la Temporada de la W-League: 2016-17, 2017–18, 2018–19, 2019–20
- Segundo Mejor XI: 2014, 2017, 2018
- Jugadora del Año de PFA: 2020
- Equipo de la Década de la AFC (IFFHS): 2011-2020
- Mejor Once de la AFC (IFFHS): 2022[10]